# Texella bilobata
Texella bilobata is een hooiwagen uit de familie Phalangodidae.